# مستشفيات جامعة عين شمس
مستشفيات جامعة عين شمس هي مجموعة من المستشفيات الجامعية التابعة لجامعة عين شمس في القاهرة، مصر.

## المستشفيات

### مستشفى عين شمس
- تحتوي علي أقسام (قسم المعامل –  قسم قسم القلب والأوعية الدموية –  قسم جراحة القلب والصدر  –  قسم الامراض الصدرية – قسم طب وجراحه لعيون  – قسم الأشعة التشخيصية – قسم الأمراض الجلدية والتناسلية وأمراض الذكورة – قسم طب وصحة المسنين وعلوم الاعمار – قسم طب المخ والأعصاب – قسم طب المناطق الحارة  –  قسم الباطنه العامة  – وحدة أمراض الكلى  –  وحدة الغدد الصماء – وحدة أمراض الدم –  وحدة الروماتيزم).
- تحتوي علي رعايات (رعاية قلب – رعاية الاستقبال – رعاية المسنين – رعاية اعصاب – رعاية جراحة القلب والصدر – رعاية الصدر).[2]

### مستشفي الدمرداش
- تعد مستشفي الدمرداش أول مستشفي تم انشاؤها عام 1928 في مستشفيات جامعة عين شمس  حيث تم انشاؤها بتبرع من السيد عبد الرحيم الدمرداش (باشا) وتقع بحي العباسية بالقاهرة وتعد من أقدم وأكبر المستشفيات بالقاهرة.
- تحتوي علي أقسام (الجراحة العامة - جراحة التجميل والإصلاح وعلاج الحروق - جراحة العظام - جراحة المسالك البولية - جراحة المخ والأعصاب - جراحة انف واذن وحنجرة - التخدير والرعاية المركزة وعلاج الألم).[3]

### مستشفي النساء والتوليد
- كان مستشفي خاص بضباط الطيران الإنجليزي الحرب العالمية الثانية عند افتتاح كلية طب جامعة عين شمس أصبحت مستشفي النساء والتوليد والأطفال ضمن منظومة مستشفيات جامعة عين شمس حيث كان هناك الدمرداش المخصصة للجراحة لعامة ونظرا لضيق المستشفي وازدياد الاحتياج تم التفكير في إنشاء مستشفي جديد لأمراض النساء والتوليد.[4]
- تحتوي المستشفي علي وحدات (الإخصاب المعملى وبها وحدة حقن مجهرى متكاملة حديثة التوريد - التشخيص المبكر للأورام المتكاملة التجهيز - الأورام - موجات صوتيه ومتابعة الجنين - ديناميكية الجهاز البولى - مركز تنظيم الأسرة لتقديم التوعية والإرشاد الطبى اللازم للسيدات - الاشعه التشخيصية - معامل - المناظير النسائية).

### مستشفي الأطفال
- تم بناء مستشفى الأطفال سنه 1941 وكان من صممه المعماري محمود رياض بتمويل من جمعية رعاية الأطفال المصرية.
- يتكون المبنى من ثلاثة أدوار بدروم ودورين كل منهم مساحة 3500 متر مربع.
- به استقبال الأطفال والعيادات الخارجية ورعاية مركزة للاطفال والجراحة و3 حجرات عمليات واقسام داخلي للحالات العامة بعد الحجز من الأستقبال. بعد بدء العمل بالمستشفى الجديد نوفمبر 2017 تم تخصيص المبنى القديم للحالات العامة والمبنى الجديد للاقسام المتخصصة مثل القلب والصدر والأعصاب والدم والأورام والجهاز الهضمي والكبد والمناعة والسكر والغدد الصماء.
- المستشفي الجديد تم البدء في بناءه 2006 ويتكون من بدروم وثمان أدوار متكررة على مساحة 1120 متر مربع، الدور الأرضي والميزانين لتدريس طلبة كلية الطب والدراسات العليا. يتكون من مدرج كبير سعة 300 طالب و 8 غرف تدريس سعه حوالي 40 طالب.[5]

### مستشفي العبور الجامعي
- تم إقتتاحها 7 أغسطس 2017 على أعلى مستوى من التجهيزات وتشمل كافة التخصصات مثل الرعاية المركزة والرعاية المركزة للقلب والرعاية المركزة للأطفال المبتسرين و6 غرف عمليات بنظام الكبسولات وقسطرة القلب والأقسام الداخلى والأجنحة.[6]